# Nicoletta Tozzi
Nicoletta Tozzi (Cesena, 3 gennaio 1966) è un'ex mezzofondista italiana, nove volte campionessa nazionale degli 800 metri piani e detentrice della 6ª prestazione italiana di sempre.

## Carriera
Oltre ai nove titoli italiani, vanta anche 18 presenza in nazionale dal 1987 al 1993 ed è primatista italiana con la staffetta 4x800 m con il tempo di 8:19:3 stabilito a Sheffield nel 1993.

## Palmarès
| Anno | Manifestazione            | Sede      | Gara  | Risultato    | Tempo   |
| ---- | ------------------------- | --------- | ----- | ------------ | ------- |
| 1987 | Universiadi               | Zagabria  | 800 m | elim. semif. |         |
| 1988 | Campionati europei indoor | Budapest  | 800 m | elim. batt.  | 2'07"64 |
| 1989 | Universiadi               | Duisburg  | 800 m | finale       |         |
| 1990 | Campionati europei        | Spalato   | 800 m | elim. batt.  | 2'02"65 |
| 1991 | Universiadi               | Sheffield | 800 m | finale       |         |
| 1993 | Universiadi               | Buffalo   | 800 m | 6ª           | 2'05"48 |

## Altri Risultati
Campionati italiani assoluti
- Oro: 7 volte (negli 800 m nel 1984, dal 1986 al 1990 e nel 1993)[4]

Campionati italiani indoor
- Oro: 2 volte (negli 800 m nel 1993 e nel 1994)[5]